# Disciple (band)
Disciple is een christelijke band uit Knoxville (Tennessee) opgericht in 1992.
Disciple kan het beste getypeerd worden als hardrock- of metalband. In Europa heeft Disciple meerdere malen opgetreden tijdens Christmas Rock Night, een christelijk muziekfestival in Ennepetal, Duitsland. Leadzanger van de band is Kevin Young. In 2008 en 2011 won de band bij de Dove Awards de prijs voor het beste rockalbum, respectievelijk voor hun albums Scars Remain en Horseshoes and Handgrenades.

## Discografie
Albums:
- What Was I Thinking (1995)
- My Daddy Can Whip Your Daddy (1997)
- This Might Sting a Little (1999)
- By God (2001)
- Back Again (2003)
- Disciple (2004)
- Scars Remain (2006)
- Southern Hospitality (2008)
- Horseshoes & Handgrenades (2010)
- O God Save Us All (2012)
- Attack (2014)
- Long Live the Rebels (2016)
- Love Letter Kill Shot (2019)
- Skeleton Psalms (2023)